# Riel
El riel (en llengua khmer រៀល, literalment "brillant") és la unitat monetària de Cambodja. El codi ISO 4217 és KHR i s'acostuma a abreujar amb un símbol especial: ៛, o bé CR. Tradicionalment s'ha dividit en 10 kak o 100 sen (សេន), tot i que a causa del poc valor de la moneda fa temps que la fraccio ja no circula. A començament del 2009, el riel cambodjà era la desena unitat monetària de valor més baix del món.

Símbol del riel

Emès pel Banc Nacional de Cambodja, en circulen monedes de 50, 100, 200 i 500 riels, i bitllets de 50, 100, 200, 500, 1.000, 2.000, 5.000, 10.000, 20.000, 50.000 i 100.000 riels. Actualment de monedes gairebé no en circulen, i els tres bitllets de valor més alt també tenen una circulació escassa.

## Història
A l'època de la colonització francesa, Cambodja feia servir la piastra de la Indoxina Francesa, que fou substituïda pel riel en termes paritaris (1 riel = 1 piastra) el 1952. Al començament la moneda se subdividia en 100 cèntims (en francès centimes), moneda fraccionària que a partir del 1959 es va anomenar sen. Aquests primers riels van tenir vigència fins al 1975, en què els Khmers Rojos de Pol Pot van abolir la moneda com a sistema de pagament, i així, els bitllets que el nou règim havia emès, en realitat no es van arribar a fer servir mai.
Arran de la invasió vietnamita del 1978 es va reintroduir el riel, que fou establert com a moneda oficial cambodjana el 1980 a raó de 4 riels per dòlar. Es va subdividir en 10 kak o 100 sen. Com que no hi havia cap moneda que hagués de ser substituïda i l'economia havia quedat severament danyada a causa del règim dels Khmers Rojos, el nou govern central va decidir repartir la nova moneda entre la població per encoratjar-ne l'ús.
Avui dia el riel és la moneda principal en els intercanvis locals, si bé el dòlar dels Estats Units està molt introduït arreu del país en tota mena de transaccions, no només de tipus turístic, i sovint es prefereix al riel, amb què la moneda nord-americana s'ha guanyat la reputació de "segona moneda no oficial" de Cambodja.